# Halloween Havoc
 Denne artikel omhandler Halloween Havoc. Opslagsordet har også en anden betydning, se Halloween (flertydig).
|  | Sammenskrivningsforslag Artiklen Halloween Havoc 1994 er foreslået føjet ind i Halloween Havoc. (Siden juni 2017) Diskutér forslaget |

|  | Sammenskrivningsforslag Artiklen Halloween Havoc 1995 er foreslået føjet ind i Halloween Havoc. (Siden juni 2017) Diskutér forslaget |

Halloween Havoc var et pay-per-view-show inden for wrestling produceret af World Championship Wrestling. Det var ét af organisationens månedlige shows og blev som regel afholdt i forbindelse med halloween i slutningen af oktober fra 1989 til 2000. De sidste fem shows (1996-2000) blev afholdt i Las Vegas, Nevada.

## Main events
| År   | Main event                                          | Titel                              |
| ---- | --------------------------------------------------- | ---------------------------------- |
| 1989 | Ric Flair og Sting vs. The Great Muta og Terry Funk |                                    |
| 1990 | Sting vs. Sid Vicious                               | NWA World Heavyweight Championship |
| 1991 | Lex Luger vs. Ron Simmons                           | WCW World Heavyweight Championship |
| 1992 | Sting vs. Jake Roberts                              |                                    |
| 1993 | Vader vs. Cactus Jack                               |                                    |
| 1994 | Hulk Hogan vs. Ric Flair                            | WCW World Heavyweight Championship |
| 1995 | Hulk Hogan vs. The Giant                            | WCW World Heavyweight Championship |
| 1996 | Hollywood Hogan vs. Randy Savage                    | WCW World Heavyweight Championship |
| 1997 | Hollywood Hogan vs. Roddy Piper                     |                                    |
| 1998 | Goldberg vs. Diamond Dallas Page                    | WCW World Heavyweight Championship |
| 1999 | Sting vs. Goldberg                                  |                                    |
| 2000 | Goldberg vs. KroniK (Brian Adams og Bryan Clark)    |                                    |

## Resultater

### 1994
Halloween Havoc 1994 fandt sted 23. oktober 1994 fra Detroit, Michigan.
- WCW World Television Championship: Johnny B. Badd kæmpede uafgjort mod Honky Tonk Man
- WCW World Tag Team Championship: Pretty Wonderful (Paul Orndorff og Paul Roma) besejrede Stars 'n' Stripes (Patriot og Marcus Alexander Bagwell)
  - Pretty Wonderful vandt dermed VM-bælterne.
- Dave Sullivan besejrede Kevin Sullivan
- Dustin Rhodes besejrede Arn Anderson
- WCW United States Heavyweight Championship: Hacksaw Jim Duggan besejrede Steve Austin via diskvalifikation
- Vader (med Harley Race) besejrede Guardian Angel
- Nasty Boys (Brian Knobbs og Jerry Sags) besejrede Terry Funk og Bunkhouse Buck
- WCW World Heavyweight Championship: Hulk Hogan (med Jimmy Hart) besejrede Ric Flair (med Sensuous Sherri) i en steel cage retirement match
  - Mr. T var dommer i kampen
  - Vinderen ville få VM-titlen – taberen var tvunget til at indstille karrieren.
  - Efter nederlaget var Ric Flair tvunget til at stoppe karrieren. Han gjorde dog allerede comeback i foråret 1995 i WCW. Flair tabte i øvrigt endnu en retirement match i 2008 til Shawn Michaels, men gjorde comeback i 2009 mod Hulk Hogan.
  - Efter Hogan havde vundet kampen, blev han angrebet af en maskeret mand, der skulle vise sig at være hans gode ven Brother Bruti. Bruti havde vendt Hogan ryggen efter et langvarigt venskab og kaldte sig nu The Butcher.

### 1995
Halloween Havoc 1995 fandt sted 29. oktober 1995 fra Detroit, Michigan.
- WCW World Television Championship: Johnny B. Badd besejrede Diamond Dallas Page
  - Johnny B. Badd vandt dermed titlen.
- Randy Savage besejrede Zodiac
- Kurasawa besejrede Road Warrior Hawk
- Sabu besejrede Mr. JL
- Lex Luger besejrede Meng via diskvalifikation
- Sting og Ric Flair besejrede Brian Pillman og Arn Anderson via diskvalifikation
  - Pillman og Anderson blev diskvalificeret, da Ric Flair vendte sig mod Sting. Dette ledte til gendannelsen af IV Horsemen med Ric Flair, Arn Anderson, Brian Pillman og Chris Benoit.
- Hulk Hogan besejrede The Giant i en sumo monstertruck-konkurrence
  - Dette segment blev faktisk optaget aftenen før på taget af Joe Louis Arena.
  - Efter konkurrencen begyndte de to wrestlere at slås, hvilket resulterede i, at The Giant faldt ud over kanten.
- Randy Savage besejrede Lex Luger
- WCW World Heavyweight Championship: The Giant besejrede Hulk Hogan (med Jimmy Hart) via diskvalifikation
  - The Giant vandt titlen, selvom den regerende mester som regel forsvarer titlen, hvis han bliver diskvalificeret. Inden kampen havde Hogan været verdensmester uafbrudt i mere end 15 måneder.
  - Hulk Hogan blev diskvalificeret, da hans manager Jimmy Hart slog dommeren i hovedet med sin megafon. Kort efter slog Jimmy Hart også Hogan i hovedet med VM-bæltet og vendte ham dermed ryggen efter flere års samarbejde.
  - Det blev senere afsløret, at Jimmy Hart bevidst havde inkluderet en klausul i kontrakten, der sagde, at Hogan ville miste VM-titlen, hvis han blev diskvalificeret. To uger senere under en episode af WCW Monday Nitro blev The Giant dog frataget VM-titlen og en ny verdensmester skulle findes ved WCW's World War 3 i november 1996.
  - Da kampen var slut løb Lex Luger op i ringen og angreb Hulk Hogan, og dermed afslørede Lex Luger sig selv som et medlem af heel-gruppen Dungeon of Doom.

### 1996
Halloween Havoc 1996 fandt sted 27. oktober 1996 fra Las Vegas, Nevada.
- WCW Cruiserweight Championship: Dean Malenko besejrede Rey Mysterio, Jr.
- Diamond Dallas Page besejrede Eddie Guerrero
- The Giant besejrede Jeff Jarrett via diskvalifikation
- Syxx besejrede Chris Jericho
- Lex Luger besejrede Arn Anderson
- Steve McMichael og Chris Benoit besejrede Faces of Fear (Meng og Barbarian)
- WCW World Tag Team Championship: The Outsiders (Kevin Nash og Scott Hall) besejrede Harlem Heat (Booker T og Stevie Ray)
  - The Outsiders (og nWo) vandt dermed deres første WCW World Tag Team Championship.
- WCW World Heavyweight Championship: Hollywood Hogan besejrede Randy Savage
  - Hollywood Hogan forsvarede VM-titlen med hjælp fra The Giant.
  - Roddy Piper gjorde sin ankomst til World Championship Wrestling efter kampen, hvor han konfronterede Hogan.

### 1997
Halloween Havoc 1997 fandt sted 26. oktober 1997 fra Las Vegas, Nevada.
- Yuji Nagata besejrede Último Dragón
- Chris Jericho besejrede Gedo
- WCW Cruiserweight Championship: Rey Mysterio, Jr. besejrede Eddie Guerrero i en mask vs. title match
  - Rey Mysterio vandt dermed titlen. Hvis han havde tabt, ville han have været tvunget til at tage sin maske af.
- Alex Wright (med Debra McMichael) besejrede Steve McMichael
  - Wright vandt med hjælp fra Goldberg.
- Jacqueline besejrede Disco Inferno
  - I denne kamp mellem en kvinde og en mand var Disco Infernos WCW World Television Championship ikke på spil.
- WCW United States Heavyweight Championship: Curt Hennig besejrede Ric Flair via diskvalifikation
- Lex Luger besejrede Scott Hall (med Syxx)
  - Larry Zbyszko var dommer i kampen.
- Randy Savage besejrede Diamond Dallas Page i en Las Vegas death match
  - Savage vandt kampen med hjælp fra Hollywood Hogan, der havde klædt sig ud som Sting og slog Page i hovedet med et baseballbat.
- Roddy Piper besejrede Hollywood Hogan i en steel cage match
  - Selvom Hogan var den regerende verdensmester, var Hogan/Piper-kampen endnu engang ikke om WCW World Heavyweight Championship.
  - Efter kampen var slut hoppede en fan over sikkerhedshegnet. nWo Sting fik straks fat i ham, og WCW stoppede umiddelbart efter live-transmissionen.

### 1998
Halloween Havoc 1998 fandt sted d. 25. oktober 1998 fra MGM Grand Garden Arena i Las Vegas, Nevada.
- WCW World Television Championship: Chris Jericho besejrede Raven
- Wrath besejrede Meng
- Disco Inferno besejrede Juventud Guerrera
  - Disco Inferno blev dermed topudfordreren til WCW Cruiserweight Championship.
- Alex Wright besejrede Fit Finlay
- Saturn besejrede Lodi
- WCW Cruiserweight Championship: Billy Kidman besejrede Disco Inferno
- WCW World Tag Team Championship: Rick Steiner og Buff Bagwell besejrede The Giant og Scott Steiner
  - WCW tillod, at The Giant og Scott Steiner forsvarede VM-bælterne for nWo, selvom The Giant holdt titlen sammen med Scott Hall.
  - Under kampen vendte Buff Bagwell ryggen mod Rick Steiner. Rick Steiner fortsatte dog kampen alene og besejrede The Giant og Scott Steiner. Rick Steiner og Buff Bagwell vandt dermed VM-bælterne.
- Rick Steiner besejrede Scott Steiner
- Scott Hall besejrede Kevin Nash
  - Kevin Nash blev talt ud af dommeren, efter han forlod ringen, da han ikke ville inkassere en sejr over Scott Hall, der lå næsten bevidstløs i ringen til sidst.
- WCW United States Heavyweight Championship: Bret Hart besejrede Sting
- Hollywood Hogan besejrede The Warrior
  - Hogan vandt kampen, efter Horace Hogan slog The Warrior i hovedet med en stol.
  - Pro Wrestling Illustrated kårede kampen til den værste kamp i 1998.
- WCW World Heavyweight Championship: Goldberg besejrede Diamond Dallas Page

### 1999
Halloween Havoc 1999 fandt sted d. 24. oktober 1999 fra MGM Grand Garden Arena i Las Vegas, Nevada.
- WCW Cruiserweight Championship: Disco Inferno besejrede Lash LeRoux
- WCW World Tag Team Championship: Harlem Heat (Booker T og Stevie Ray) besejrede Filthy Animals (Billy Kidman og Konnan) og The First Family (Brian Knobbs og Hugh Morrus) (med Jimmy Hart) i en triple threat street fight
  - Harlem Heat vandt den ledige VM-titel for tagteams. Den var 10. gang, at Harlem Heat vandt VM-bælterne.
- Eddie Guerrero besejrede Perry Saturn via diskvalifikation
- Brad Armstrong besejrede Berlyn (med The Wall)
- WCW World Television Championship: Rick Steiner besejrede Chris Benoit
  - Dean Malenko angreb sin gode ven Chris Benoit og hjalp dermed Rick Steiner til sejren.
- Lex Luger (med Miss Elizabeth) besejrede Bret Hart
- WCW World Heavyweight Championship: Sting besejrede Hulk Hogan
  - Hulk Hogan chokerede wrestlingfans ved at komme ud til ringen i sit normale tøj, hvorefter han lagde sig midt i ringen, så Sting uden videre kunne vinde via pinfall.
  - Hulk Hogan havde overraskende ikke medvirket i WCW's ugentlige tv-programmer i ugerne op til VM-titelkampen, og det skyldes uoverensstemmelser mellem ham og WCW's ledelse. Enten kunne de ikke blive enige om udfaldet af VM-titelkampen eller det videre forløb. Hulk Hogan vendte først tilbage til WCW i februar 2000.
  - Hulk Hogans beslutning om at lægge sig ned for Sting ødelagde fuldstændig WCW's pay-per-view-show.
- WCW United States Heavyweight Championship: Goldberg besejrede Sid Vicious
  - Dommeren stoppede kampen, fordi Sid Vicious blødte voldsomt.
  - Det var anden gang, at Goldberg vandt WCW United States Heavyweight Championship.
- Diamond Dallas Page (med Kimberly Page) besejrede Ric Flair i en Strap Match
- WCW World Heavyweight Championship: Goldberg besejrede Sting
  - Der var stor forvirring om denne kamp, fordi mange ikke vidste, hvad man skulle gøre, når Hulk Hogan reelt nægtede at stille op.
  - Kommentatorerne fortalte fra start, at dette ikke var en kamp om Stings VM-titel. Umiddelbart efter kampen blev Goldberg dog kåret som den nye verdensmester. Aftenen efter blev VM-titlen erklæret for ledig, og WCW's ledelse iværksatte en VM-titelturnerning for at krone en ny verdensmester.
  - WCW anerkender ikke Goldbergs sejr, og han har derfor ikke vundet WCW's VM-titel to gange.

### 2000
Halloween Havoc 2000 fandt sted d. 29. oktober 2000 fra MGM Grand Garden Arena i Las Vegas, Nevada.
- WCW World Tag Team Championship: Mark Jindrak og Sean O'Haire besejrede Alex Wright og Disco Inferno og Billy Kidman og Rey Mysterio, Jr..
- WCW Hardcore Championship: Reno besejrede Sgt. A-Wall.
- Corporal Cajun og Lieutenant Loco besejrede Chuck Palumbo og Shawn Stasiak.
- Konnan og Tygress besejrede Shane Douglas og Torrie Wilson.
- Buff Bagwell besejrede David Flair i en DNA kamp.
  - Selvom Buff Bagwell vandt kampen, fik David Flair alligevel en blodprøve fra Buff, da Lex Luger blandede sig og angreb Buff efter sin sejr.
- Mike Sanders besejrede Ernest Miller i en kickboxing match
  - Vinderen af kampen blev udnævnt som den nye direktør af WCW.
- Mike Awesome besejrede Vampiro.
- WCW United States Heavyweight Championship: General Rection besejrede Jim Duggan & Lance Storm.
- Jeff Jarrett besejrede Sting.
- WCW World Heavyweight Championship: Booker T besejrede Scott Steiner via diskvalifikation.
- Goldberg besejrede KroniK (Brian Adams og Bryan Clarke).